# Шлемоносен кракс
Шлемоносен или шлемоглав кракс (Pauxi pauxi), е вид птица от семейство Cracidae. Видът е застрашен от изчезване.

## Разпространение и местообитание
Разпространен е във Венецуела и Колумбия.